# Vredestenue

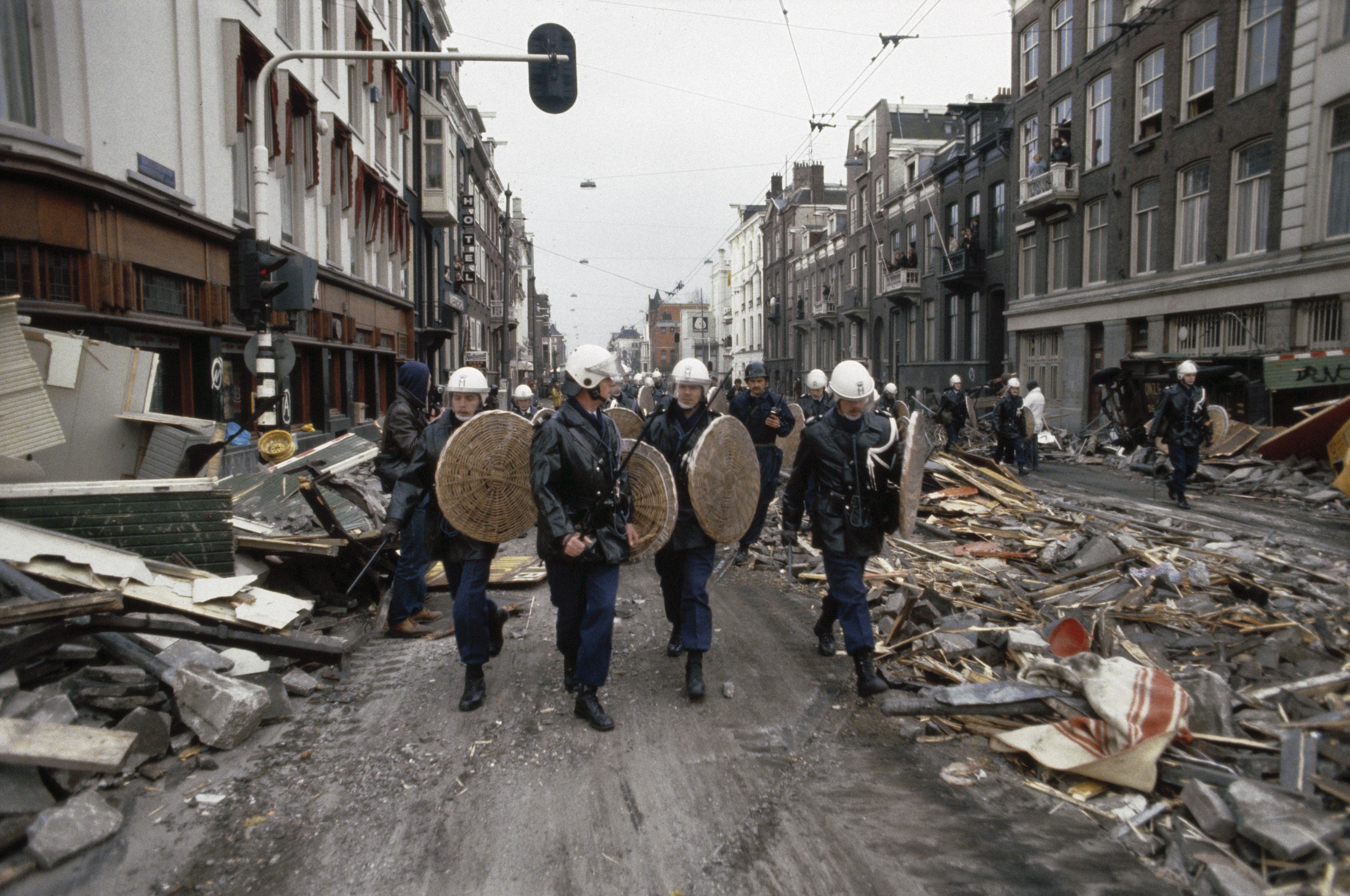
Het voorgaande wat minder vreedzaamheid uistralende tenue, mét de helm en het wapenschild. Hier bij de Vondelstraatrellen in 1980

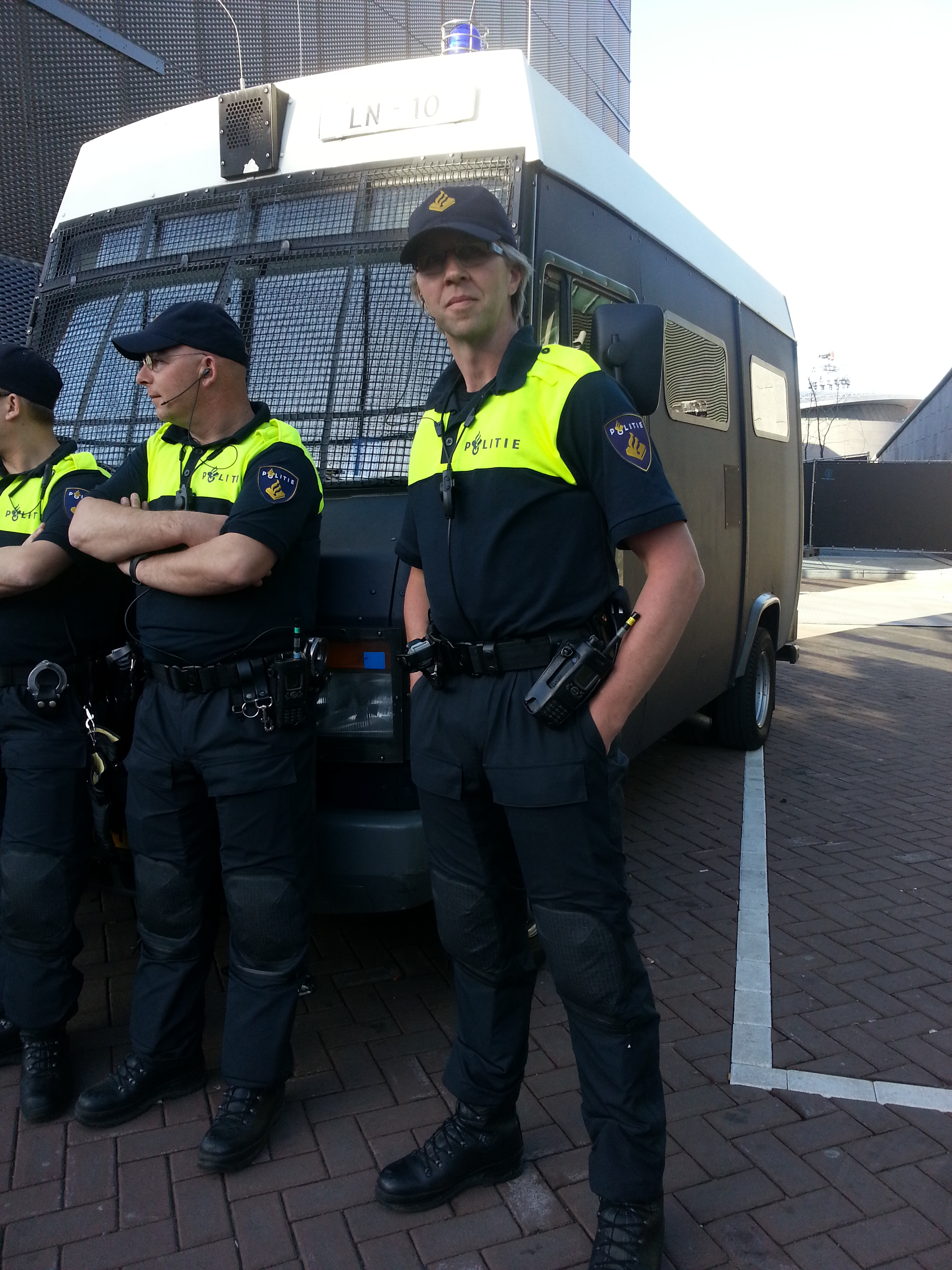
Het huidige vredestenue

Het vredestenue was in de jaren '80 een bijzondere uniformering van de Mobiele Eenheid. Het bestond uit het gebruikelijke donkerblauwe ME-uniform, mét wapenstok, vuurwapen en andere politieparafernalia, maar de helm en het wapenschild ontbraken. Het doel was om in confrontaties met (vooral) de kraakbeweging door de anonimiteit van de politiemacht te verwijderen de-escalerend te kunnen werken, en bijvoorbeeld ontruimingen die tot voor de introductie van het vredestenue vaak ontaardden in rellen op geweldloze wijze te kunnen uitvoeren. Het vredestenue werd voor het eerst toegepast bij de ontruiming van het kraakpand Wyers aan de Nieuwezijds Voorburgwal te Amsterdam.